# Dubiepeira
Dubiepeira là một chi nhện trong họ Araneidae.